# Beardfish
Beardfish är ett svenskt rockband, ursprungligen från Gävle, som spelar progressiv rock. I deras musik märks tydliga influenser från Frank Zappa, Samla Mammas Manna, Gentle Giant och andra typiska progressiva rockband från 1970-talet. Bandet vann priset Årets lokala band i Arbetarbladets tävling Local Heroes Galan, 2011.

## Medlemmar
Nuvarande medlemmar
- Rikard Sjöblom – sång, gitarr, keyboard (2001–2016, 2023-)
- David Zackrisson – gitarr (2001–2016, 2023-)
- Magnus Östgren – trummor (2001–2016, 2023-)
- Robert Hansen – basgitarr (2002–2016, 2023-)

Tidigare medlemmar
- Gabriel Olsson – basgitarr (2001–2002)
- Petter Diamant – trummor (2001)
- Stefan Aronsson – keyboard, gitarr, flöjt (2002–2003)

Livemedlemmar
- Martin Borgh – keyboard (2015–2016)

## Diskografi
Studioalbum
- Från en plats du ej kan se... (2003)
- The Sane Day (2005)
- Sleeping In Traffic - Part One (2007)
- Sleeping In Traffic - Part Two (2008)
- Destined Solitaire (2009)
- Mammoth (2011)
- The Void (2012)
- +4626-Comfortzone (2015)
- Songs For Beating Hearts (2024)